# Ryd (Tingsryd)
Ryd is een plaats in de gemeente Tingsryd in het landschap Småland en de provincie Kronobergs län in Zweden. De plaats heeft 1446 inwoners (2005) en een oppervlakte van 202 hectare.

## Verkeer en vervoer
Bij de plaats lopen de Länsväg 119 en Länsväg 126.